# Park Narodowy Doliny Dyi
Park Narodowy Doliny Dyi (niem. Nationalpark Thayatal) – o powierzchni 13,30 km², utworzony 1 stycznia 2000, graniczy ze znacznie większym czeskim Národni park Podyjí (powierzchnia 63,0 km²). Położony na skalistym Masywie Czeskim wzdłuż południowego brzegu, malowniczo meandrującego 26-kilometrowego odcinka rzeki Dyja, na wschód-południowy wschód od Hardegg. Chroni naturalny kanion doliny rzeki o głębokości do 220 m. Unikatowy obszar wrzosowisk i stepów ze stanowiskami muraw kserotermicznych na stromych urwiskach skalnych. Najwyższym wzniesieniem na terenie parku jest Stierwiesberg (czes. Býčí hora) o wysokości 534 m n.p.m., na granicy czesko-austriackiej, 3 km na południowy wschód od Wranowa nad Dyją (200 m na południe od szczytu, Heimatkreuz, Krzyż ojczyźniany). Na skałach najwyższych partii można spotkać sosnę czerwoną (Pinus resinosa). Typowymi gatunkami pospolitymi występującymi na miejscu są: jodła (Abies alba), cis (Taxus baccata), jałowiec (Juniperus communis). 90% obszaru porastają lasy i to w większości dębowe, w części zachodniej lasy bukowe. Jedynie 0,40 km² to łąki.

## Historia
W 1843 właścicielem pobliskiego zamku Wranowa (obecnie Czechy) i rozległych okolic stał się polski magnat, hrabia Edward Stadnicki herbu Szreniawa. Jego syn, hrabia Adam Stadnicki, po ukończeniu wydziału leśnego politechniki w Monachium zajmował się gospodarką leśną. Wykupił lasy od miejscowych właścicieli ziemskich i jako pierwszy w Polsce (1906) założył w swoich prywatnych lasach rezerwaty przyrody (dziś: Popradzki Park Krajobrazowy). Stadniccy byli prekursorami ochrony przyrody także w lasach doliny Dyi. Ich działalność została nagle przerwana wybuchem II wojny światowej, w wyniku której wytyczono tysiące nowych granic, nie tylko między państwami, ale i między systemami polityczno-ekonomicznymi. Jedna z takich granic została wyznaczona na rzece Dyja, eliminując ten ciekawy region z wszelkiej dostępności na kilkadziesiąt lat. Wprawdzie w roku 1978 utworzono w ówczesnej Czechosłowacji CHKO Obszar chronionego krajobrazu Dolina Dyi, jednak dla ogółu społeczeństwa była to strefa zamknięta. Dopiero rok 1989 przywrócił względną normalność i coraz większą swobodę w turystyce nadgranicznej. Po kolejnych dwóch latach obszar chronionego krajobrazu przekształcono tym razem w park narodowy. W Austrii, na tym terenie działalność w tworzeniu obszarów chronionych dojrzewała o wiele dłużej, bo oficjalny początek Parku Narodowego Doliny Dyi, to rok 2000.

## Turystyka
Przede wszystkim promuje się turystykę pieszą i rowerową. Głównym węzłem szlaków jest Hardegg i oddalony 3 km na południowy wschód Merkersdorf. Przeważnie są to szlaki okrężne, prowadzące do najciekawszych miejsc parku. Dla jeszcze większego urozmaicenia można skorzystać z połączeń ze szlakami czeskimi.
Historia turystyki na tym terenie sięga roku 1883, kiedy to mieszkańcy Znojma i Wranowa, miłośnicy pięknych krajobrazów zrzeszyli się w austriackim klubie turystycznym celem wspólnych wycieczek i wyznakowania pierwszych tras.

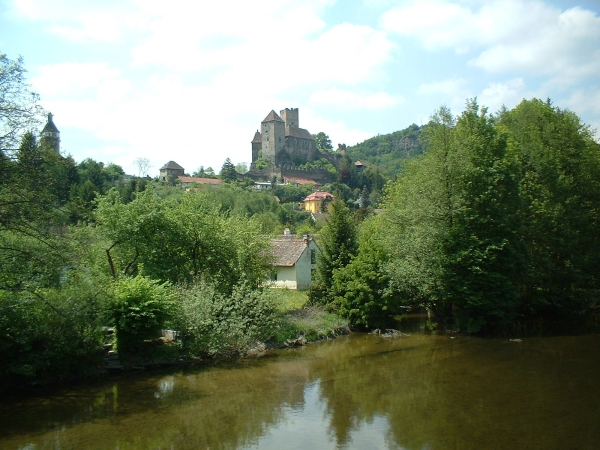
Zamek Hardegg nad Dyją
(park narodowy)

## Administracja
(Park Narodowy Doliny Dyi)

Nationalpark Thayatal

Nationalparkhaus

2082 Hardegg

Österreich